# Bang Khae
Bang Khae (tiếng Thái: บางแค) là một trong 50 quận (khet) của Bangkok, Thái Lan. Quận này giáp các quận khác của Bangkok (từ phía bắc theo chiều kim đồng hồ): Thawi Watthana, Taling Chan, Phasi Charoen, Bang Bon và Nong Khaem. Năm 2004, quận này có dân số đông nhất trong các quận của Bangkok.

## Lịch sử
Trước đây, Bang Khae là một tambon của amphoe Phasi Charoen, tỉnh Thon Buri.
Năm 1972, tỉnh Thon Buri và Phra Nakhon sáp nhập thành Krung Thep Maha Nakhon, và Bang Khae trở thành một phó huyện của huyện Phasi Charoen thuộc tỉnh mới thành lập. Ngày 18 tháng 11 năm 1997, quận Phasi Charoen Sakha 1 được nhập với phó quận Lak Song, trước đó là một phần của quận Nong Khaem để tạo thành quận mớ có tên là Bang Khae. Các phó quận của quận mới Bang Khae bao gồm Bang Khae, Bang Khae Nuea, Bang Phai và Lak Song.
Ngày 6 tháng 3 năm 1998, 4 phó quận mới của Bang Khae được tổ chức lại nhưng không thay đổi địa giới.

## Hành chính
Quận này được chia ra thành 4 phó quận (kwaeng).
| 1. | Bang Khae      | บางแค     |  |
| 2. | Bang Khae Nuea | บางแคเหนือ |  |
| 3. | Bang Phai      | บางไผ่     |  |
| 4. | Lak Song       | หลักสอง    |  |